# Il nostro caro Dexter
Il nostro caro Dexter (Dearly Devoted Dexter) è un romanzo di Jeff Lindsay. È il seguito de La mano sinistra di Dio.

## Trama
Dexter Morgan conduce una vita tranquilla, come ematologo per la scientifica di Miami Dade e, occasionalmente, come serial killer di serial killer. 
In seguito agli avvenimenti de La mano sinistra di Dio, la sorella di Dexter, Deborah, è a conoscenza della sua doppia vita e dopo la morte del tenente La Guerta, è riuscita a entrare nella tanto agognata squadra omicidi.
Sfortunatamente sembra che anche il sergente Albert Doakes, personaggio introdotto nel primo libro, abbia i suoi sospetti sul conto di Dexter, cosa che impedisce a quest'ultimo di praticare il suo hobby preferito.
Nel frattempo un nuovo assassino occupa il primo posto nelle liste dei ricercati a Miami: il Dottor Danco.
Dexter dovrà quindi fare i conti con i sospetti del sergente Doakes, con il nuovo serial killer in circolazione e con la sorella, che conta su di lui e sul suo intuito, per catturare l'assassino, il tutto conservando la sua "maschera": la sua fidanzata Rita Bennet e i suoi figli Astor e Cody.

### Dottor Danco: storia, modus operandi e vittime
Il Dottor Danco era, insieme a Doakes e Kyle Chutsky (il nuovo fidanzato di Deborah), fra i soldati dell'esercito statunitense impiegati durante la guerra civile salvadoregna e proprio lì si era guadagnato questo soprannome, a causa del suo originale e particolarmente spietato metodo di tortura.
Durante i conflitti era stato ceduto, dai suoi stessi compagni, al nemico che lo aveva tenuto prigioniero per circa 20 anni, una volta libero comincia a vendicarsi di coloro che lo avevano tradito nello stesso modo in cui torturava le sue vittime durante la guerra.
Il metodo di Danco per torturare le sue vittime è estremamente crudele e singolare: 
dopo aver narcotizzato le sue vittime e averle portate nel luogo prestabilito (solitamente una casa presa in affitto sotto falso nome), mette la musica di Tito Puente al massimo per coprire le urla e inizia a giocare all'impiccato con la vittima, scegliendo sempre parole come "giustizia" o "lealtà". 
Ogni volta che la sua vittima sbaglia lettera (il che accade sempre, dato che le vittime sono imbavagliate e, anche volendo, non possono proferire parola) Danco mutila una parte del loro corpo e la cauterizza immediatamente con una fiamma ossidrica. Per evitare che la vittima muoia per lo shock del dolore le viene somministrato un cocktail di farmaci che inibiscono la sensazione di dolore e che al contempo la tengono sveglia. Tutto questo previa applicazione di uno specchio posizionato in modo da permettere alla vittima di osservare la macabra esecuzione.
Questo lascia il malcapitato vivo, ma sconvolto fino alla follia e condannato alla totale disabilità.
Anche Kyle Chutsky e James Doakes diventano vittime di Danco, entrambi vengono salvati prima che il lavoro sia compiuto (Kyle perde un braccio e una gamba, il sergente Doakes i piedi, le mani e la lingua).

## Edizioni
- Jeff Lindsay, Il nostro caro Dexter, traduzione di C. Astori, collana romanzi, Sonzogno, 2007,  p. 323.
- Jeff Lindsay, Dexter il devoto, collana Il Giallo Mondadori, Mondadori, 2009.